# 52 a.C.
Il 52 a.C. (LII a.C. in numeri romani) è un anno  del I secolo a.C.

## Eventi
- Gneo Pompeo è console per la terza volta, dopo il 70 a.C. e il 55 a.C.
- Gaio Giulio Cesare pone fine alla conquista della Gallia con l'assedio di Alesia, dove riesce a battere Vercingetorige a capo dell'intera coalizione di genti celtiche.
- Tito Annio Milone viene accusato di aver ucciso Clodio e assume Cicerone come avvocato difensore. Il processo si conclude con la condanna all'esilio per Milone.

## Nati
- Fenestella, storico romano († 19)
- Giuba II, sovrano e scrittore († 23)

## Morti
- 18 gennaio - Publio Clodio Pulcro, politico romano